# Evanston (Illinois)
Evanston es una ciudad ubicada en el condado de Cook, en el estado estadounidense de Illinois, situada a la orilla del lago Míchigan, muy cerca de Chicago. En el Censo de 2020 tenía una población de 78 110 habitantes y una densidad poblacional de 3646.57 personas por km². Es también la sede de la Northwestern University y su afamada Escuela de Periodismo Medill School of Journalism.
En esta ciudad también se encuentra el One Rotary Center, la sede mundial de la organización de clubes de servicio Rotary International.

## Geografía
Según la Oficina del Censo de los Estados Unidos, Evanston tiene una superficie total de 20,2 km², de la cual 20,15 km² corresponden a tierra firme y 0,06 km² (0,28 %) es agua.

## Demografía
Según el censo de 2010, había 74 486 personas residiendo en Evanston. La densidad de población era de 3686,6 hab./km². De los 74 486 habitantes, Evanston estaba compuesto por el 65,61 % blancos, el 18,09 % eran afroamericanos, el 0,23 % eran amerindios, el 8,61 % eran asiáticos, el 0,02 % eran isleños del Pacífico, el 3,61 % eran de otras razas y el 3,82 % pertenecían a dos o más razas. Del total de la población el 9,05 % eran hispanos o latinos de cualquier raza.

## Educación

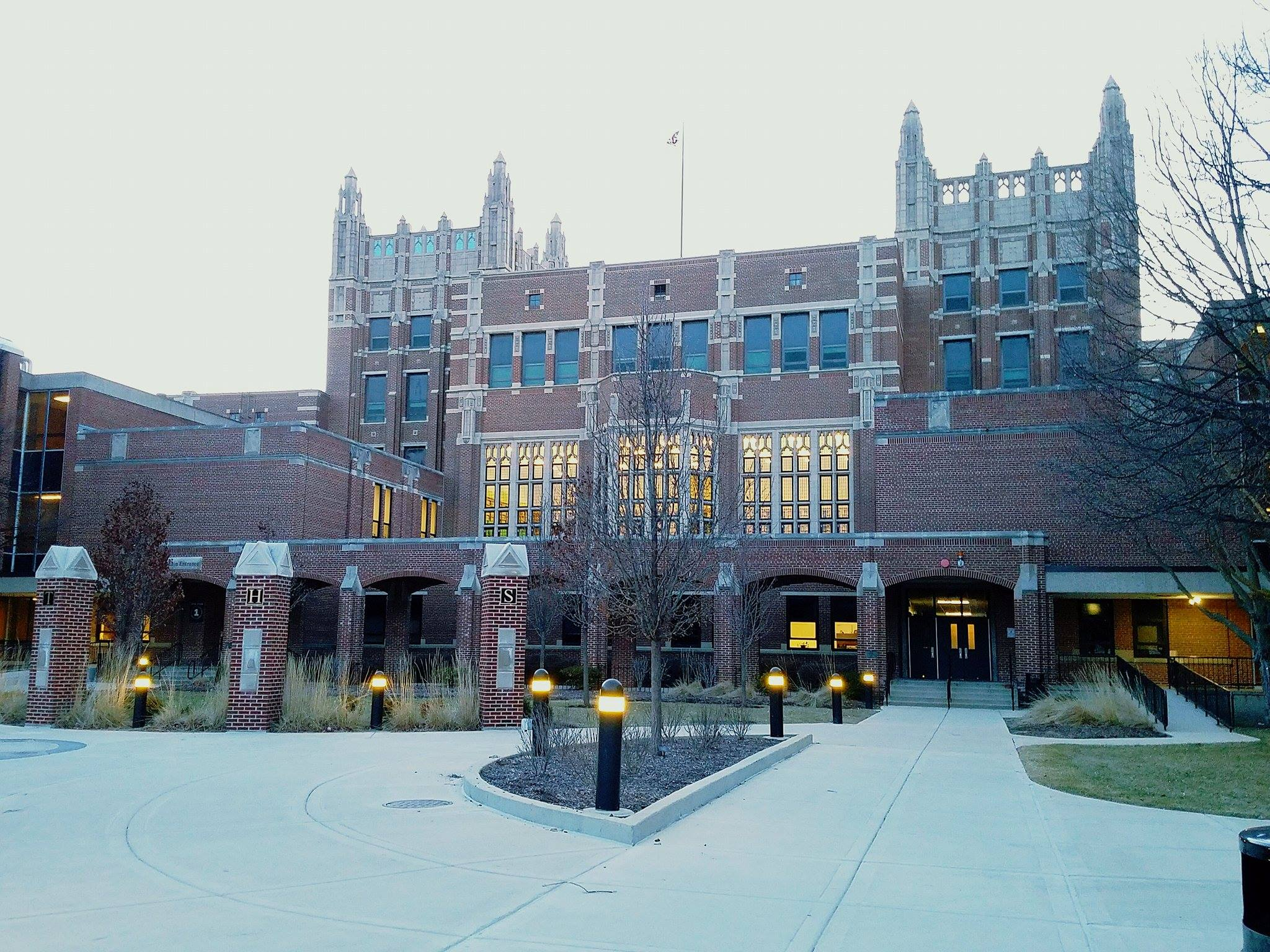
Escuela Preparatoria del Municipio de Evanston (Evanston Township High School)

La Escuela Preparatoria del Municipio de Evanston (Evanston Township High School) sirve a la ciudad.

## Personas destacadas
- Eddie Vedder, músico y vocalista de la banda de grunge Pearl Jam.
- Bill Murray, actor.
- Lauren Lapkus, actriz.
- Charlton Heston, actor.
- William Sheridan Allen, historiador
- John Cusack, actor.